# توموکی کیودا
توموکی کیودا (انگلیسی: Tomoki Kyoda؛ زادهٔ ۲۲ ژانویهٔ ۱۹۷۰) کارگردان فیلم، پویانما، هنرمند داستان، و کارگردان پویانمایی اهل ژاپن است.